# Nissan Grand Livina
A Grand Livina é um monovolume de 7 lugares, fabricado pela Nissan. É também chamado de Livina Geniss, em alguns países. Foi apresentado pela Nissan e sua parceira Dongfeng Motor Corporation no Guangzhou International Motor Show de 2006.
No Brasil, o veículo é oferecido com motor 1.8 com comando de válvulas variável CVVTCS, câmbio automático de 4 marchas, direção elétrica, entre outros. A Grand Livina é fabricada no Brasil e pertence à categoria dos MPV (Multi-purpose vehicle), bem como a Livina.
Em 2013, foram lançadas no mercado asiático versões equipada com transmissão continuamente variável (CVT).

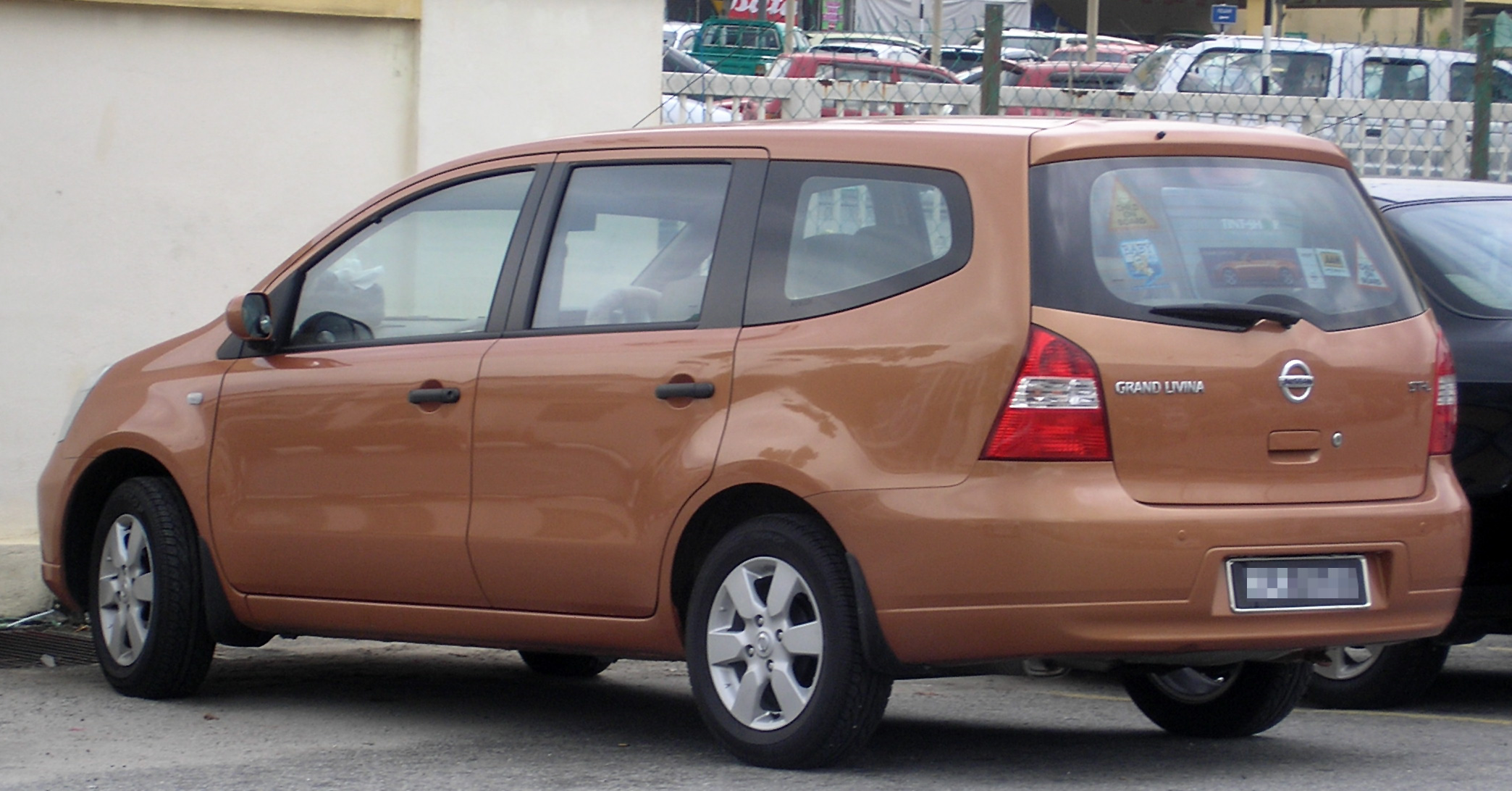
Nissan Grand Livina ST-L.